# Donna Brazile
Donna Lease Brazile (Kenner, Luisiana, 15 de diciembre de 1959) es una escritora, analista política y política estadounidense miembro del Partido Demócrata. De julio de 2016 al 25 de febrero de 2017 ocupó la presidencia interina del Comité Nacional Demócrata. Ya había desempeñado anteriormente el cargo brevemente de abril a mayo de 2011. En 2000 se convirtió en la primera afroestadounidense en dirigir una campaña presidencial al dirigir la de Al Gore en las elecciones presidenciales de Estados Unidos de 2000. También trabajó en varias campañas presidenciales para candidatos demócratas, entre ellas la de Jesse Jackson en 1984, Walter Mondale–Geraldine Ferraro en 1984 y la de Richard Gephardt en las primarias demócratas de 1988.

## Biografía
Brazile nació en Kenner, Louisiana. Sus padres son Jean Marie (Brown) y Lionel Joseph Brazile, es la tercera de nueve hermanos. Empezó pronto a interesarse por la política cuando un candidato local a la alcaldía prometió construir un parque infantil en el barrio. Se graduó en psicología industrial en la Universidad Estatal de Luisiana en 1981 y fue becada en la Escuela de Gobierno John F. Kennedy  del Instituto de Políticas de la Universidad de Harvard. Después de su graduación colaboró en varios grupos activistas en Washington, D. C. entre ellas participó en la campaña para lograr que la fecha de cumpleaños de Martin Luther King, Jr. fuera considerado día festivo federal.
Durante la adolescencia fue voluntaria para las campañas presidenciales de Jimmy Carter-Walter Mondale en 1976 y 1980.

### Trayectoria política
Brazile ha trabajado en varias campañas presidenciales para candidatos demócratas, incluyendo Jesse Jackson en 1984, Walter Mondale-Geraldine Ferraro en 1984, y Richard Gephardt en las primarias demócratas de 1988.
Después de que Gephardt perdiera las primarias en 1988, Brazile fue subdirectora de campo de la campaña electoral de Michael Dukakis. Sus comentarios sobre los rumores de relaciones extraconyugales de George H. W. Bush a los periodistas le costaron el puesto.
En la década de 1990, Brazile fue como jefe de personal y secretaria de prensa de la delegada del Congreso Eleanor Holmes Norton del Distrito de Columbia, donde ayudó a preparar el presupuesto del distrito y la legislación local en Capitol Hill. También fue consejera en la campaña de Bill Clinton para la presidencia en 1992 y para su reelección en 1996.
En 1999, Brazile fue nombrada vicedirectora de campaña y más tarde en el 2000 fue promovida a jefa de campaña de la campaña presidencial de 2000 del vicepresidente Al Gore, convirtiéndose en la primera mujer afroamericana en dirigir una importante campaña presidencial del partido.
Después del desastre del huracán Katrina, Brazile fue designada miembro del consejo de administración de la Autoridad de Recuperación de Louisiana por Kathleen Blanco de 2005 a 2009. 
En 2009 fue duramente crítica con la Enmienda Stupak-Pitts, que limita los abortos financiados por los contribuyentes en el contexto de la Ley de Salud.
En primavera de 2011 fue presidenta interina del Comité Nacional Demócrata durante la transición entre el presidente saliente Tim Kaine, que renunció para postularse al Senado de los Estados Unidos, y su sucesora, la congresista de la Florida Debbie Wasserman Schultz, a quien no se le permitió asumir el puesto hasta quince días después de su nombramiento. Tras asumir la presidencia Wasserman Schultz,  Brazile volvió a asumir su cargo de vicepresidenta.
En 2016 tras el escándalo de Wikileaks que filtraron una serie de correos electrónicos indicando que Debbie Wasserman Schultz y otros miembros del personal del Comité Nacional Demócrata mostraron prejuicios contra la campaña presidencial del senador Bernie Sanders en favor de la campaña de Hillary Clinton, Wasserman Schultz renunció a su cargo como presidenta del Comité Nacional Demócrata el 24 de julio de 2016, al inicio de la Convención Nacional Demócrata de 2016, Brazile fue nombrada presidenta interina. El 25 de febrero de 2017 fue sustituida en el cargo por Tom Pérez.

### Profesora universitaria
Brazile fue profesora en la Universidad de Maryland, en el College Park, es miembro del Instituto de Política de la Universidad de Harvard y profesora adjunta de Mujeres y Estudios de Género en la Universidad de Georgetown. Es también miembro del consejo asesor de la Universidad de Washington y la Convención de la Mock.

### Comentarista política y colaboradora en series
Brazile fue colaboradora semanal y comentarista política en The Situation Room de la CNN y apareció en American Morning y New Day. También apareció regularmente en CNN Tonight con Don Lemon, y fue invitada habitual en la mesa de debate de Anderson Cooper de expertos políticos en la cobertura de noche electoral de esta cadena. Es además, escritora colaboradora de Ms. Magazine y columnista de Roll Call. Brazile es también fundadora y directora gerente de Brazile and Associates y colaboradora de NPR's Political Corner y ABC News. En 2004, Simon & Schuster publicó Cooking With Grease, las memorias de Brazile sobre su vida y su trabajo en política.
Brazile es miembro de Screen Actors Guild-Federación Americana de Artistas de Televisión y Radio (SAG-AFTRA) y ha participado en tres episodios del The Good Wife interpretándose a sí misma y en un episodio  de House of Cards.

## Vida personal
En 1999, The New York Times Magazine describió a Brazile como un activista LGBT que formó parte de la junta de la Marcha del Milenio en Washington. La revista dijo que es "muy protectora de su privacidad" y la llamó "abiertamente ambigua" acerca de su orientación sexual. Brazile fue descrita como "abiertamente lesbiana" en el libro de 2002 Gay and Lesbian Americans and Political Participation: A Reference Handbook.
Brazile es católica, y ha dicho que cuando era niña quería ser sacerdote.